# Semiothisa sarda
Semiothisa sarda là một loài bướm đêm trong họ Geometridae.